# Enseada Água Ambó
Água Ambó, ou Angobó, é uma enseada onde se fundou o porto da ilha de São Tomé, onde em 1485 desembarcou João de Paiva, em 1676 ela ficou sujeita à Metropole de São Salvador, Brasil, e em 1844  novamente voltou a administração direta de Lisboa. Ali foi formando a priméria povoação, seus colonos edificaram a igreja de Nossa Senhora das Neves, que ainda hoje existe.